# 周建平
周 建平（しゅう けんへい、1957年1月13日 - ）は、中華人民共和国の物理学者。中国有人宇宙飛行計画の総設計師。第12期全国政協委員。

## 経歴
1957年1月13日、湖南省長沙市望城県で生まれる。1963年大連理工大学にて力学の研究で修士の学位取得。1989年国防科技大学にて固體力学の研究で博士の学位取得。2019年10月、中国有人宇宙飛行計画の総設計師に就任。

## 栄典
- 1999年、国家傑出青年科学基金
- 2013年、中国工程院院士
- 2017年5月、全国創新争先賞
- 2016年6月1日、第11期光華工程科技賞工程賞。